# Alfés
Alfés település Spanyolországban, Lleida tartományban. Alfés Albatàrrec, Alcanó, El Cogul, Lleida, Sunyer, Montoliu de Lleida és Aspa községekkel határos. Lakosainak száma 281 fő (2024).

## Népesség
A település lakosságának változását az alábbi diagram mutatja:
| Lakosok száma | 137  | 590  | 615  | 496  | 345  | 317  | 318  | 315  | 312  | 281  |
|               | 1717 | 1887 | 1936 | 1960 | 1986 | 2004 | 2009 | 2014 | 2019 | 2024 |